# Themiste lutulenta
Themiste lutulenta är en stjärnmaskart som först beskrevs av Hutton 1879.  Themiste lutulenta ingår i släktet Themiste och familjen Themistidae. Inga underarter finns listade i Catalogue of Life.